# Cantonul Rochefort-Montagne
Cantonul Rochefort-Montagne este un canton din arondismentul Clermont-Ferrand, departamentul Puy-de-Dôme, regiunea Auvergne, Franța.

## Comune
- Aurières
- La Bourboule
- Ceyssat
- Gelles
- Heume-l'Église
- Laqueuille
- Mazaye
- Mont-Dore
- Murat-le-Quaire
- Nébouzat
- Olby
- Orcival
- Perpezat
- Rochefort-Montagne (reședință)
- Saint-Bonnet-près-Orcival
- Saint-Pierre-Roche
- Vernines